# Cavtatski Otoci
Cavtatski Otoci är öar i Kroatien.   De ligger i länet Dubrovnik-Neretvas län, i den sydöstra delen av landet, 400 km söder om huvudstaden Zagreb.